# 室津

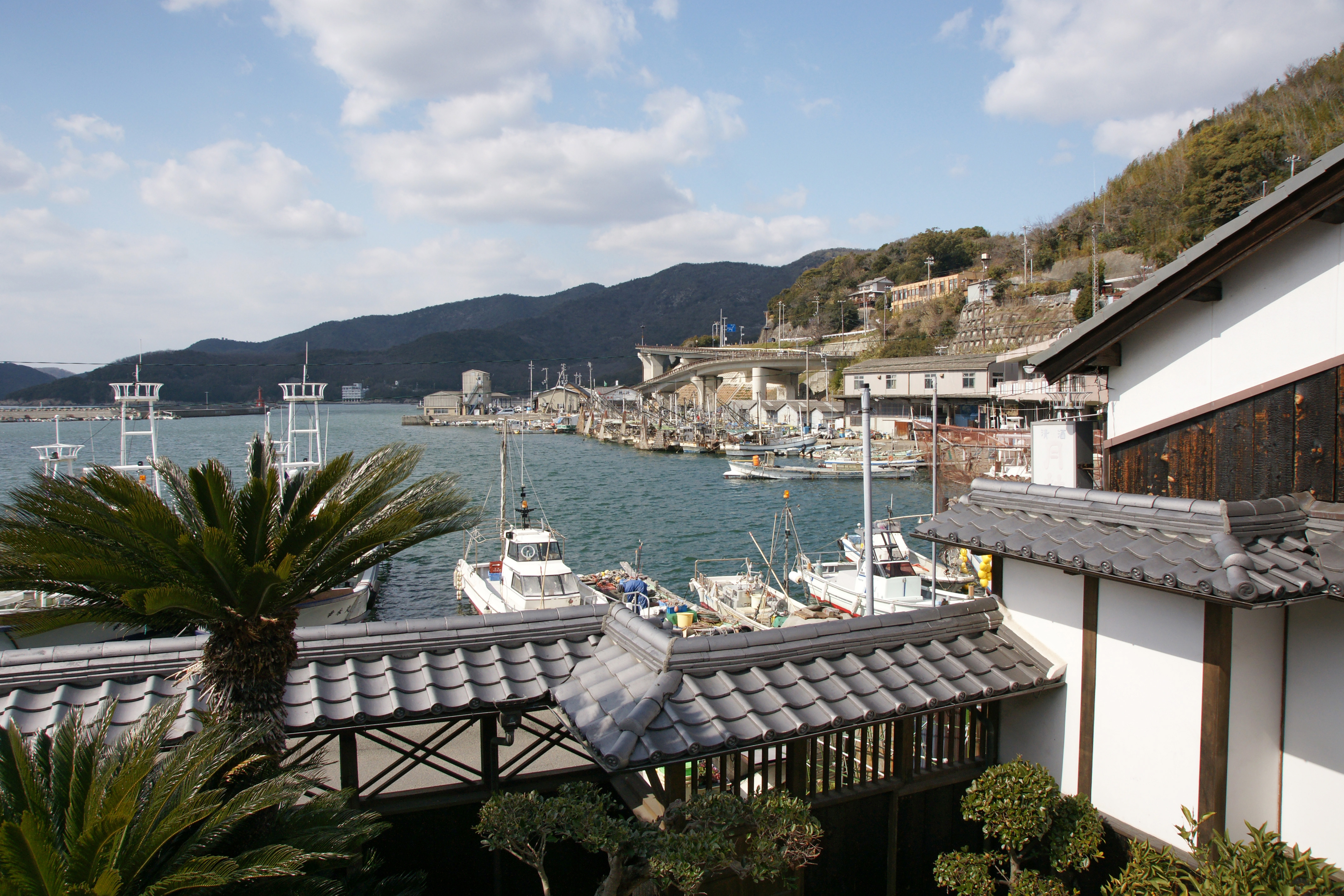
海駅館から室津港を望む

室津（むろつ）は、兵庫県たつの市に所在し、播磨灘に面する港町・漁港（第2種漁港）。町丁としては御津町室津（みつちょうむろつ）を称する。港町として約1300年の歴史を持ち、奈良時代に行基により5つの港が整備され、江戸時代には栄華を極め宿場町としても栄える。多くの文豪、文人墨客を魅了し竹久夢二、井原西鶴、谷崎潤一郎、司馬遼太郎、つげ義春、平岩弓枝らが来訪し作品に描いた。
本項ではかつて同区域に存在した揖西郡・揖保郡室津村（むろつむら）についても述べる。

## 歴史
約2000年前、神武天皇の東征先導役が室津に港を建設したといわれる。藻振ノ鼻（室津半島先端部）と金ヶ崎（たつの市・相生市境）で囲まれた室津湾の、さらに東側奥にあることから、「室の如く静かな津」ということで「室の泊」と呼ばれたのがその名の始まりと伝えられる。『播磨国風土記』に、「コノ泊、風ヲ防グコト室ノゴトシ 故ニ因リテ名ヲナス」と記されているように三方を山に囲まれ天然の良港であった。奈良時代には行基によって「摂播五泊」（河尻（尼崎）、大輪田泊（兵庫）、魚住泊（明石）、韓（的形）、室津）の一つとされ、海上と陸上交通の要衝として「室津千軒」と呼ばれるほど栄えた。
江戸時代になると、参勤交代の西国大名の殆どが海路で室津港に上陸して陸路を進んだため、港の周辺は日本最大級の宿場となった。通常、宿場におかれる本陣は、1軒、多くとも2軒であるが、室津には6軒（肥後屋・肥前屋・紀国屋・筑前屋・薩摩屋・一津屋）もあった。江戸参府で室津に滞在したシーボルトは賀茂神社参ろう所から見た播磨灘を「日本の美しい景色として」絶賛した。しかし、明治に入ると参勤交代の制度が無くなり、鉄道・道路が内陸部に敷かれたため急速に衰退した。
明治以降は瀬戸内海の一漁港に過ぎないほどに零落したが、カキの養殖が盛んで11月初旬の「室乃津祭り」が開催されるほか、漁業の町として知られ、歴史と風光明媚な漁村の雰囲気を求め訪れる観光地になっている。
1994年6月、室津旧市街地が兵庫県の景観形成地区に指定された。

### 沿革
- 幕末時点では揖西郡室津が存在。姫路藩領。
- 明治4年7月14日（1871年8月29日） - 廃藩置県により姫路県の管轄となる。
- 明治4年11月2日（1871年12月13日） - 第1次府県統合により姫路県の管轄となる。
- 明治4年11月9日（1871年12月20日） - 姫路県が改称して飾磨県の管轄となる。
- 1876年（明治9年）8月21日 - 第2次府県統合により兵庫県の管轄となる。
- 1889年（明治22年）4月1日 - 町村制の施行により、近世以来の室津が単独で自治体を形成して室津村となる。
- 1896年（明治29年）4月1日 - 室津村の所属郡が揖保郡に変更。
- 1951年（昭和26年）4月1日 - 室津村が御津町と合併し、改めて御津町が発足。同町大字室津となる。
- 1994年（平成6年）5月13日 - 室津旧市街地が兵庫県の景観形成地区に指定される[3]。
- 2005年（平成17年）10月1日 - 御津町が龍野市・新宮町・揖保川町と合併してたつの市が発足。たつの市御津町室津となる。

## 地理
たつの市御津町主部から、国道250号の「七曲り」と呼ばれる屈曲した海岸線を抜けた半島部に位置する。国道250号は半島の付け根、室津市街の北外れをかすめ、大浦（たつの市）、鰯浜（相生市）の集落を経て相生市街へ至る。市街は半島西岸奥の港を中心に立地。半島東岸は切り立った断崖である。沖合いに、地・中・沖の唐荷島が浮かぶ。

## 日本遺産
北前船寄港地でありたつの市立室津海駅館や見性寺の石仏など5点が日本遺産に認定されている。2021年11月7日、室津地区に北前船寄港地の歴史を解説した案内板が設置された。

## 名所・旧跡
- 賀茂神社 - 本殿を含む8棟の建造物が国指定の重要文化財。
- たつの市立室津民俗館 - 旧豪商「魚屋」建物
- たつの市立室津海駅館 - 旧廻船問屋「嶋屋」建物
- 浄運寺
- 見性寺 - 木像毘沙門天像は国の重要文化財
- 友君橋
- 唐荷島 - 唐（中国）船が台風により室津沖で難破し、その積み荷が沢山流れ着いた島であることから名づけられたものと伝わっている。
- きむら屋 - 竹久夢二が滞在した宿。ロビーには作品を展示した「夢路ギャラリー」がある。

- 室津港
- 町並み
- 賀茂神社
- 夕景
- 赤松鼻の夕日

## 交通アクセス
- 山陽電気鉄道網干線 山陽網干駅から神姫バスで25分、「室津」下車

## 周辺
- 新舞子海岸
- 綾部山梅林
- 御津自然観察公園「世界の梅公園」

## 登場作品
- 万葉集 - 山部赤人の和歌に「玉藻刈る 辛荷の島に 島廻する 鵜にしもあれや 家思はざらむ」とある。
- 和歌 -源俊頼の作品に「浅ましや室津のうきとききしかど 沈みぬる身の泊りなりけり」（夫木抄）とある。
- お夏と清十郎の悲恋物語 - 清十郎の生誕地である。近年まで清十郎の生家が現存していたが取り壊された。現在、その跡地に記念碑がある。
- 乱菊物語- 谷崎潤一郎 が物語の舞台としてこの地を取り上げている。
- 竹久夢二 - 1917年、城之崎で大雪にたたられ京都に戻れずに次男とともに姫路に南下し船で室津に入る。生涯最愛の人とされる彦乃へ2通の手紙をしたためる。うら寂しい漁村の風情に心動かされ「さみしく涙がたれる」「心の故郷」と記したほか、スケッチの筆も精力的に走らせた[5]。
- つげ義春 - 昭和40年代に訪問しスケッチを描いている。